# August den stærke - den galante konges hof
DiamAugust den stærke - den galante konges hofantarmen er en tysk stumfilm fra 1920 af Alfred Halm.

## Medvirkende
- Hendrik Appels som Karl XII von Schweden
- Rudolf Basil som August der Starke
- Antonia Dietrich som Cosel
- Arthur Dietze som Hofnarr
- Hugo Falke som Nördling
- Lise Goetzen som Fatima
- Harry Halm som Moritz von Sachsen
- Ria Jende som Komödiantin Orzelcka
- Dora Kasan
- Charlotte Lier som Esterle
- Lothar Mehnert
- Alfred Meyer som Hofnarr